# Cetomimidae

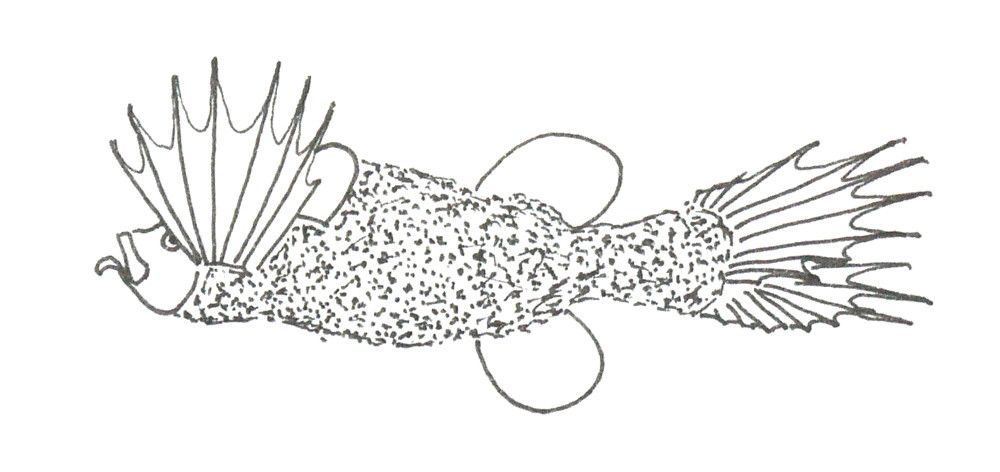
Mirapinna esau

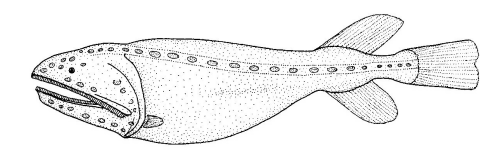
Gyrinomimus grahami

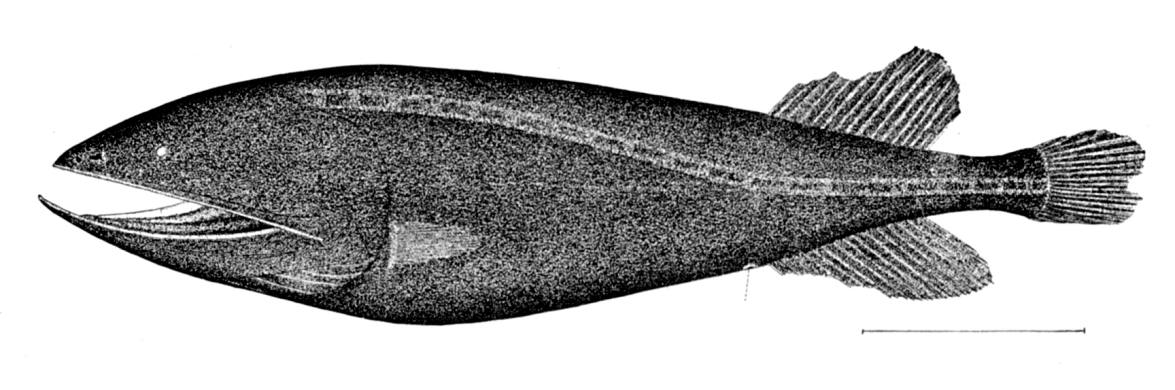
Cetomimus gillii

I Cetomimidae sono una famiglia di pesci ossei abissali appartenenti all'ordine Cetomimiformes.

## Distribuzione e habitat
Questa famiglia è presente in tutti gli oceani a grande profondità mentre non si trova nei bacini marginali come il mar Mediterraneo.
Vivono a profondità molto elevate, fino a parecchie migliaia di metri, nel piano abissale. Poche specie, tra cui Mirapinna esau, sono state trovate solo in acque superficiali.

## Descrizione
Sono animali dotati di un aspetto caratteristico. Hanno occhi piccolissimi e quasi invisibili. La bocca invece è ampia e talvolta molto grande. La pinna dorsale e la pinna anale sono abbastanza grandi e sono simmetriche, disposte nella parte posteriore del corpo. La pinna caudale è di piccole dimensioni. Le pinne ventrali sono sempre assenti, le pinne pettorali sono di solito piccole e talvolta quasi rudimentali. Questo schema, riferito alle specie del genere Cetomimus ammette però ampie variazioni nell'aspetto generale: alcuni generi come Mirapinna o Parataeniophorus hanno ampie pinne pettorali a ventaglio e raggi allungati nelle pinne, Eutaeniophorus invece ha corpo molto allungato, anguilliforme, e bocca piccola. I fotofori sono sempre assenti.
La colorazione dell'animale vivo è brunastra o rossiccia con pinne e mascelle rosso o arancio vivo.
Sono pesci di piccole dimensioni che raramente superano i 10 cm di lunghezza anche se un paio di specie possono raggiungere i 20 cm.

## Biologia
Data la rarità e la difficoltà di reperimento di questi pesci (molte specie sono conosciute solo per l'olotipo) si può dire che la loro biologia è completamente ignota.

### Alimentazione
Nel contenuto stomacale di alcuni individui sono stati trovati dei resti di crostacei, è l'unica informazione che abbiamo sull'alimentazione dei Cetomimidae.

## Pesca
La pesca è rara ed esclusivamente casuale, di solito con draghe o reti a strascico scientifiche. Questa famiglia non riveste alcuna importanza economica.

## Tassonomia
Per molti anni si sono suddivisi i Cetomimidae in tre famiglie: Megalomycteridae, in cui venivano inclusi gli individui maschili, Cetomimidae, che comprendeva le femmine, e Mirapinnidae per gli stadi giovanili. Solo nel 2009 si è compreso che queste forme così apparentemente diverse appartengono ai membri di una sola famiglia in vari stadi vitali.

### Specie
- Genere Ataxolepis
  - Ataxolepis apus
  - Ataxolepis henactis
- Genere Cetichthys
  - Cetichthys indagator
  - Cetichthys parini
- Genere Cetomimoides
  - Cetomimoides parri
- Genere Cetomimus
  - Cetomimus compunctus
  - Cetomimus craneae
  - Cetomimus gillii
  - Cetomimus hempeli
  - Cetomimus kerdops
  - Cetomimus picklei
  - Cetomimus teevani
- Genere Cetostoma
  - Cetostoma regani
- Genere Danacetichthys
  - Danacetichthys galathenus
- Genere Ditropichthys
  - Ditropichthys storeri
- Genere Eutaeniophorus
  - Eutaeniophorus festivus
- Genere Gyrinomimus
  - Gyrinomimus andriashevi
  - Gyrinomimus bruuni
  - Gyrinomimus grahami
  - Gyrinomimus myersi
  - Gyrinomimus parri
- Genere Megalomycter
  - Megalomycter teevani
- Genere Mirapinna
  - Mirapinna esau
- Genere Notocetichthys
  - Notocetichthys trunovi
- Genere Parataeniophorus
  - Parataeniophorus bertelseni
  - Parataeniophorus brevis
  - Parataeniophorus gulosus
- Genere Procetichthys
  - Procetichthys kreffti
- Genere Rhamphocetichthys
  - Rhamphocetichthys savagei
- Genere Vitiaziella
  - Vitiaziella cubiceps[2]